# Adelheid Studer-Thiersch
Adelheid Studer-Thiersch (geborene Adelheid Thiersch; * 30. September 1939 in Recklinghausen; † 18. Juni 2020 in Basel) war eine Schweizer Ornithologin und Ethologin. Ihr Hauptinteresse galt den Flamingos.

## Leben
Adelheid Thiersch verbrachte ihre Schulzeit in Recklinghausen, wo sie 1958 ihr Abitur ablegte. Danach folgte ein Praktikum im Zoologischen Garten Basel Zolli in der Schweiz. Von 1958 bis 1966 studierte sie Zoologie, Chemie und Botanik an den Universitäten von Basel, Mainz, München und Münster. Von 1959 bis 1960 war sie Assistentin von Eberhard Curio am Max-Planck-Institut für Verhaltensphysiologie Seewiesen, wo sie Konrad Lorenz kennenlernte. Dieser bestärkte Adelheid Thiersch in ihrem Wunsch, das Sozialverhalten der Flamingos zu erforschen.
1963 heiratete sie Peter Studer, der von 1994 bis 2005 Direktor des Baseler Zolli war. Aus dieser Ehe gingen die Söhne Niklaus und Kaspar hervor.
1966 wurde sie mit der Dissertation Die sogenannte Balz der Flamingos (Gattung Phoenicopterus) unter der Leitung von Konrad Lorenz an der Westfälischen Wilhelms-Universität Münster zum Dr. rer. nat. promoviert.

## Wirken
1967 war sie als externe wissenschaftliche Mitarbeiterin des Zoologischen Gartens Basel beschäftigt. Im selben Jahr führte sie Freilandstudien an Rosaflamingos in der Laguna de Fuente de Piedra, Spanien, durch. Von 1968 bis 1973 arbeitete sie als wissenschaftliche Mitarbeiterin an der Schweizerischen Vogelwarte Sempach. Zeitgleich war sie in der Redaktion der Zeitschrift Der Ornithologische Beobachter tätig, die von der Ala, Schweizerische Gesellschaft für Vogelkunde und Vogelschutz, herausgegeben wird.
Adelheid Studer-Thiersch war 1974 wissenschaftliche Beraterin bei Filmaufnahmen auf Cousin Island (Seychellen) zu den Themen Naturschutz, Feenseeschwalben und Echte Karettschildkröten. 1979 führte sie eine Studie zur Brutbiologie der Feenseeschwalbe auf Cousin Island durch. Von 1987 bis 1998 war sie Redakteurin der Jahresberichte der Ornithologischen Gesellschaft Basel.
Zu Studer-Thierschs Studienprojekten zählten die Anpassungen im Fortpflanzungsverhalten der Flamingos an unregelmässige Brutbedingungen, die Phylogenie der heute lebenden Flamingoarten sowie Haltung und Lebensweise von Flamingogruppen in Zoos.
1967 gab Studer-Thiersch die Schrift Beiträge zur Brutbiologie der Flamingos (Gattung Phoenicopterus) heraus, 1973 schrieb sie den Beitrag über die Flamingos im ersten Vogelband von Grzimeks Tierleben. 1975 steuerte sie die Beiträge Flamingos in captivity – Basel Zoo und Group display in Phoenicopterus im Werk Flamingos von Janet Kear und Nicole Duplaix bei.

## Auszeichnungen und Mitgliedschaften
2014 wurde Studer-Thiersch von der International Flamingo Community für ihre Arbeit im Zoo Basel ausgezeichnet.
Studer-Thiersch war Mitglied der Deutschen Ornithologen-Gesellschaft, der Ala, Schweizerische Gesellschaft für Vogelkunde und Vogelschutz (Vorstandsmitglied von 1971–1974), der British Ornithologists’ Union, der Ethologischen Gesellschaft e.V., der Ornithologischen Gesellschaft Basel (Vorstandsmitglied von 1987–1998), der EAZA Taxon Advisory Groups Ciconiiformes & Phoenicopteriformes, der IUCN SSC Flamingo Specialist Group, in der Waterbird Society, bei Pro Natura Basel sowie bei der Kantonalen Natur- und Landschaftsschutzkommission des Kantons Basel-Stadt.